# Prädationsrisiko

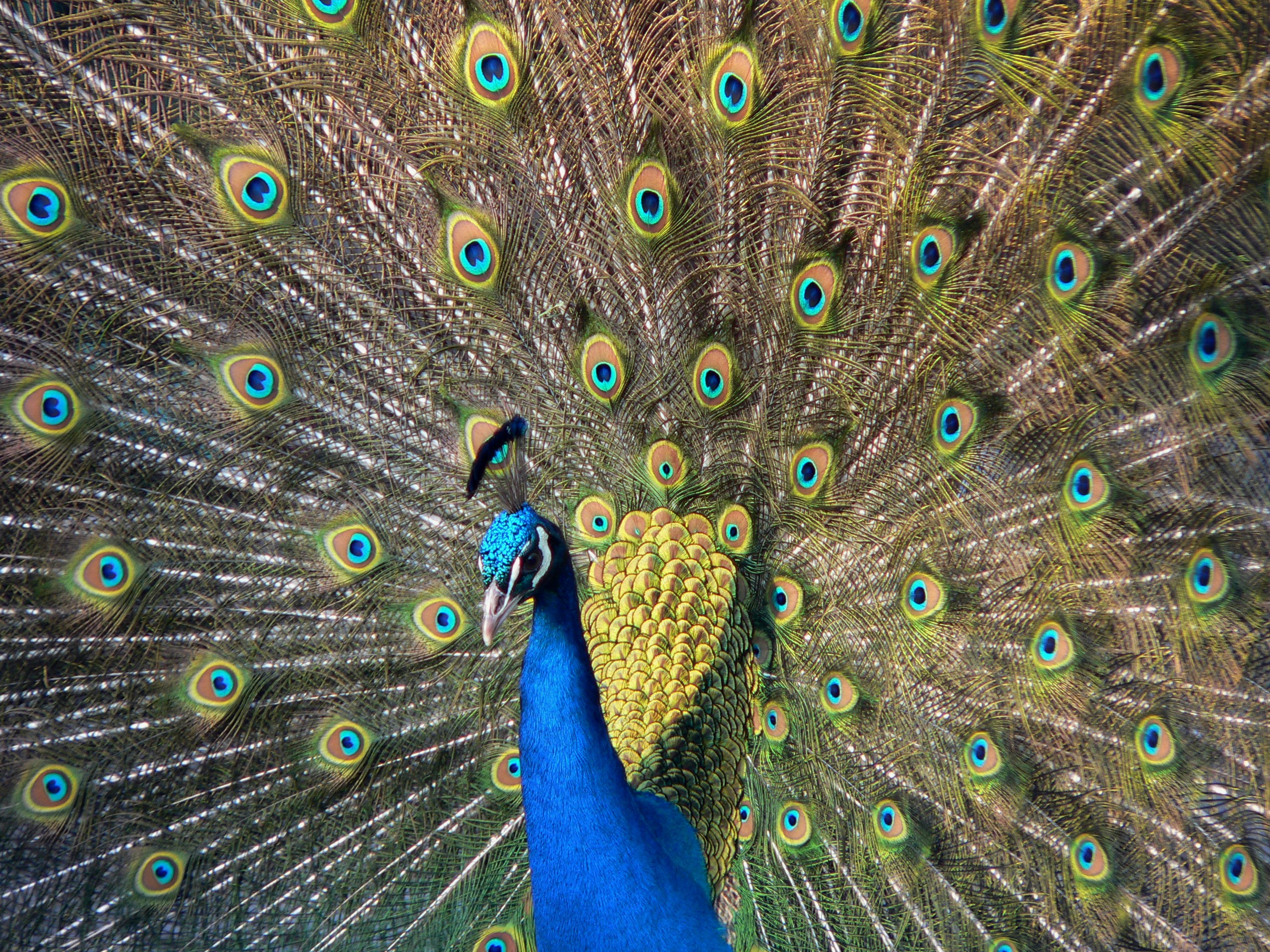
Männlicher Pfau (Pavo cristatus), balzend

Als Prädationsrisiko (von lateinisch praedare = ‚fangen‘, ‚rauben‘, ‚plündern‘) bezeichnet man das Risiko von Tierarten, von Fressfeinden aufgegriffen zu werden.
Tiere haben im Verlauf ihrer Stammesgeschichte unterschiedliche Anpassungen hervorgebracht, die ihr Prädationsrisiko reduzieren. Hierzu gehören beispielsweise die Tarnung, aber auch die Ausbildung von effektiven Abwehrmechanismen (zum Beispiel Wehrsekret, Gehörn) und Verhaltensanpassungen (Schreckstarre).
In Zusammenhang mit dem Prädationsrisiko wird häufig die Ursache der Ausbildung von auffälligen Ornamenten diskutiert. So erhöht beispielsweise der lange Schwanz des männlichen Pfaus sein Prädationsrisiko. Dem Handicap-Prinzip entsprechend signalisiert er jedoch Weibchen und Konkurrenten, dass er trotz dieser Einschränkung überlebensfähig ist; seine Fortpflanzungschance steige daher, gerade weil er ein höheres Prädationsrisiko hat.